# ベニナギナタタケ
ベニナギナタタケ（紅薙刀茸・紅長刀茸、学名: Clavulinopsis miyabeana）はヒダナシタケ目シロソウメンタケ科ナギナタタケ属の小型から中型のキノコ。子実体は棒状で、薙刀に似ており、紅色をしていることからベニナギナタタケと名付けられた。食用キノコ。

## 概要
日本各地、および東南アジアなどに分布する。腐朽菌。初夏から秋にかけて、広葉樹林、針葉樹林、または混生林などの雑木林の地上で群生、または散生する。
子実体は棍棒状で、高さ4 - 15センチメートル (cm) 、太さ3 - 10ミリメートル (mm) の円筒状で不規則に屈曲する。しばしば、先端と根元が細くなる。色は全体的に赤みがかかることが多いが、退色しやすく、淡赤、もしくはピンク色で自生していることが多い。根元は白色を帯び、先端は黒みがかっていることが多い。表面は滑らかで、粘性はない。子実体の内部は中空で、肉質は柔らかくて脆く、断面は円形から楕円形。成長するとやや扁平になる。担子胞子は球形で、平滑で6 - 8マイクロメートル (μm)、非アミロイド性。胞子紋は白色。菌糸隔壁にクランプを有する。
形態的にはムラサキナギナタタケ（Alloclavaria purpurea）やナギナタタケ（Clavulinopsis fusiformis）に似るが色が異なり、ムラサキナギナタタケは全体が淡紫色で、ナギナタタケは黄色から褐黄色、ベニナギナタタケは朱赤色である。

## 食毒
可食とされるが美味ではないとする文献が多く、実際無味であるため、主にサラダ、マリネ等の彩りを豊かにする食材として使用される。味はしっかりしていて、風味にクセが少ないとの評されている。
ベニナギナタタケとやや似た外見を持つ毒キノコカエンタケが、誤って食された事故が報告されている。カエンタケは毒キノコの中で有数の猛毒をもち、致死性の中毒を起こすのでよく注意する必要がある。実際にベニナギナタタケは、カエンタケよりもずっと小型で、全体が軟らかく、中央部が中空になっているところが異なる。

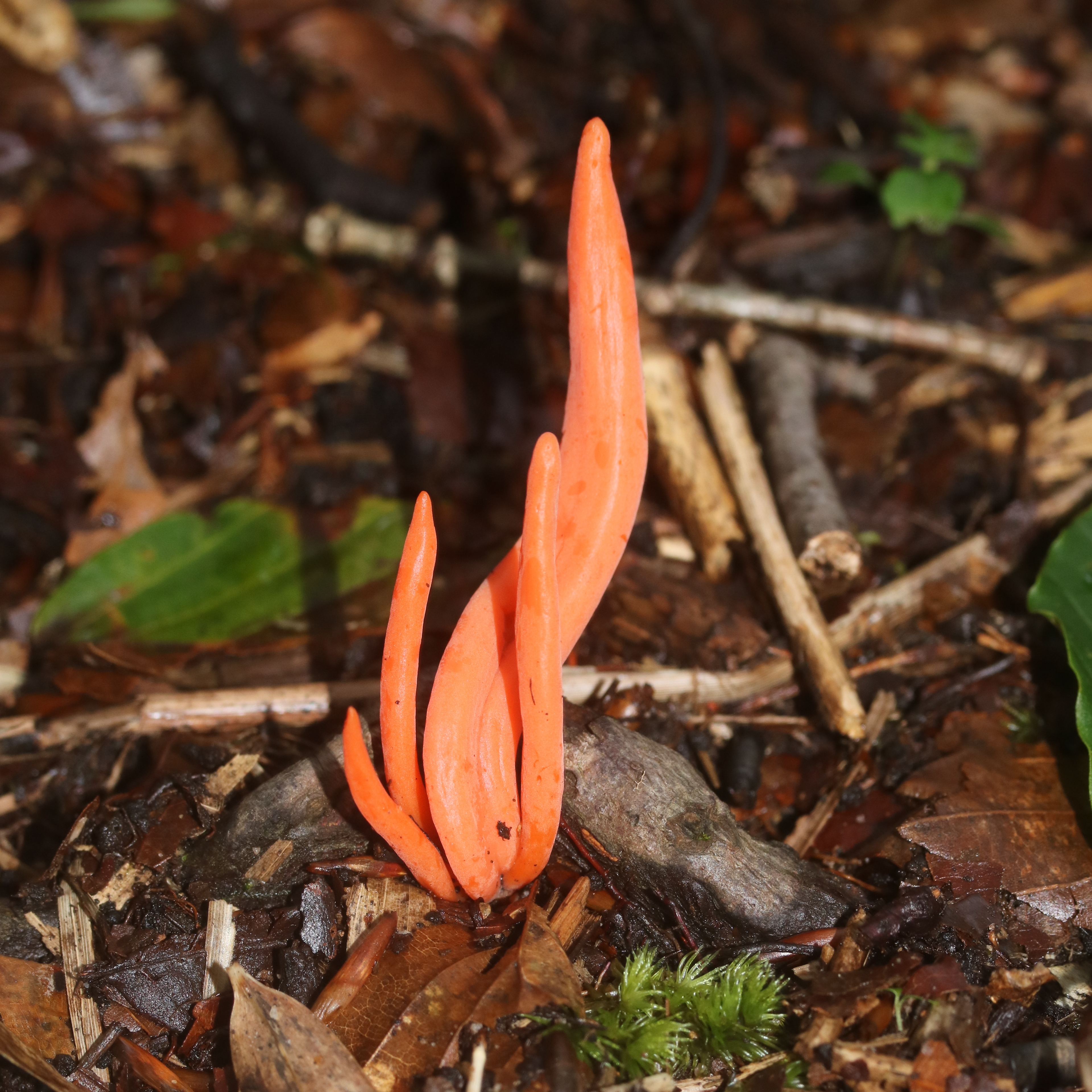
薙刀に似た形態のベニナギナタタケ
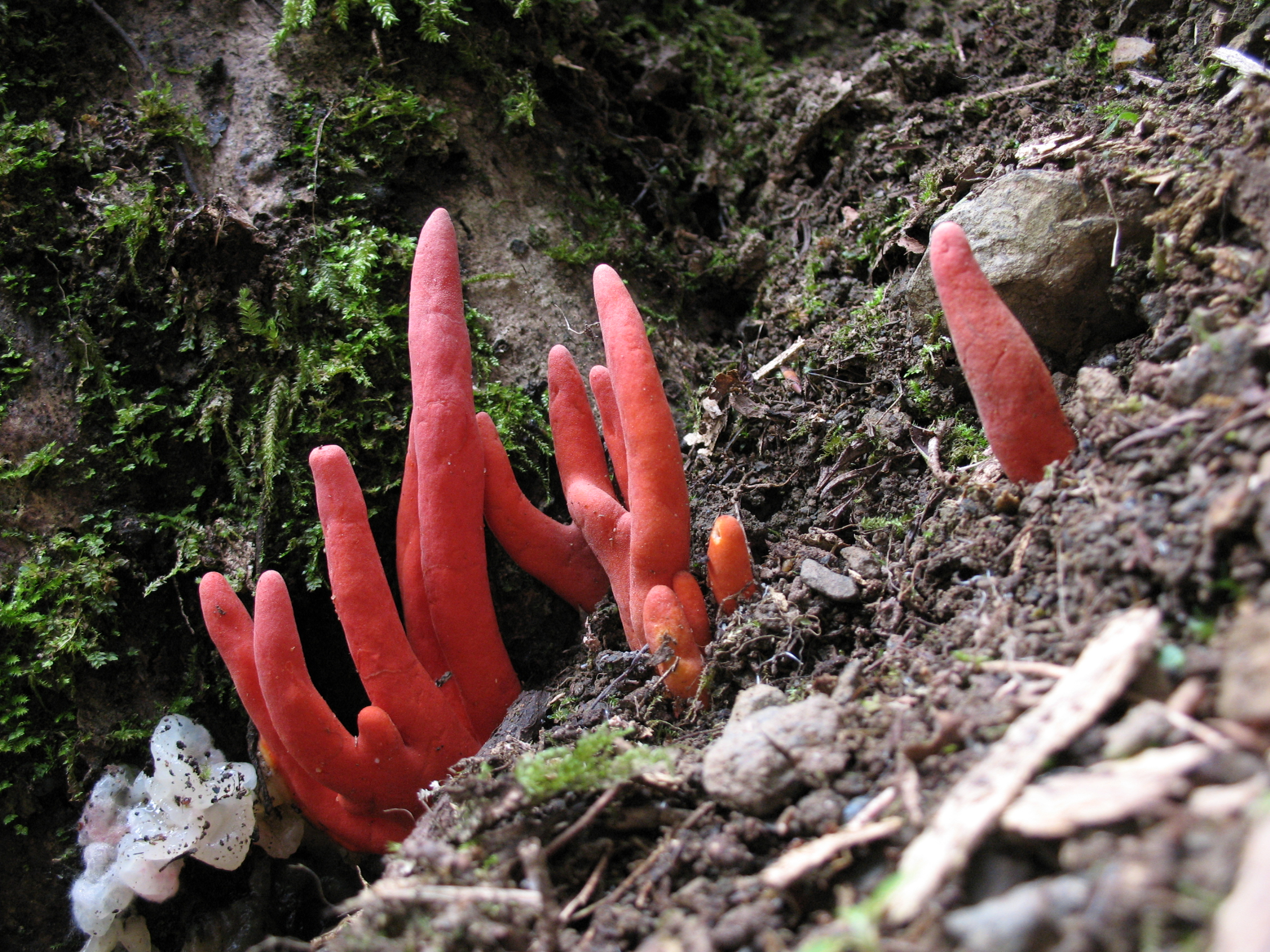
毒キノコのカエンタケ

## その他
本種を、シロソウメンタケ科ナギナタタケ属のキノコ（Clavulinopsis miyabeana）とする文献と、塩化第二鉄水溶液で変化しないグループシロソウメンタケ属のキノコ（Clavlia aurantio-cinnabarina）とする文献もある。